# ملعب تاتا رفائيل
ستاد تاتا رافائيل أو ملعب الأب رافائيل (بالفرنسية: Stade Tata Raphaël)‏ هو ملعب متعدد الأغراض في كينشاسا، جمهورية الكونغو الديمقراطية. يُعرف في الأصل باسم (ملعب الملك بودوان ) عندما تم افتتاحه في عام 1952 و (ملعب 20 مايو) في عام 1967، تم استخدامه في الغالب لمباريات كرة القدم. يستوعب الملعب 80 ألف شخص. 